# Championnats d'Europe d'aviron 1911
Navigation
Édition précédente Édition suivante
Les championnats d'Europe d'aviron 1911, dix-neuvième édition des championnats d'Europe d'aviron, ont lieu en 1911 à Côme, en Italie.